# Pieter Grobbelaar
Pieter Grobbelaar, južnoafriški general, * 1908, † 1988.
Grobbelaar je bil načelnik Južnoafriške kopenske vojske (1953-1958) in načelnik Zveznih obrambnih sil (1961-1965).